# رمون النا
رمون النا (فرانسوی: Raymond Elena‎؛ ۴ اوت ۱۹۳۱ – ۴ ژانویهٔ ۲۰۲۴) دوچرخه‌سوار اهل فرانسه بود.